# Aosta
Aoste là một thành phố, thủ phủ thuộc vùng tự trị Thung lũng Aosta ở tây bắc Italia. Thành phố này có diện tích 21 km2, dân số 34.610 người (thời điểm 31 tháng 12 năm 2005).

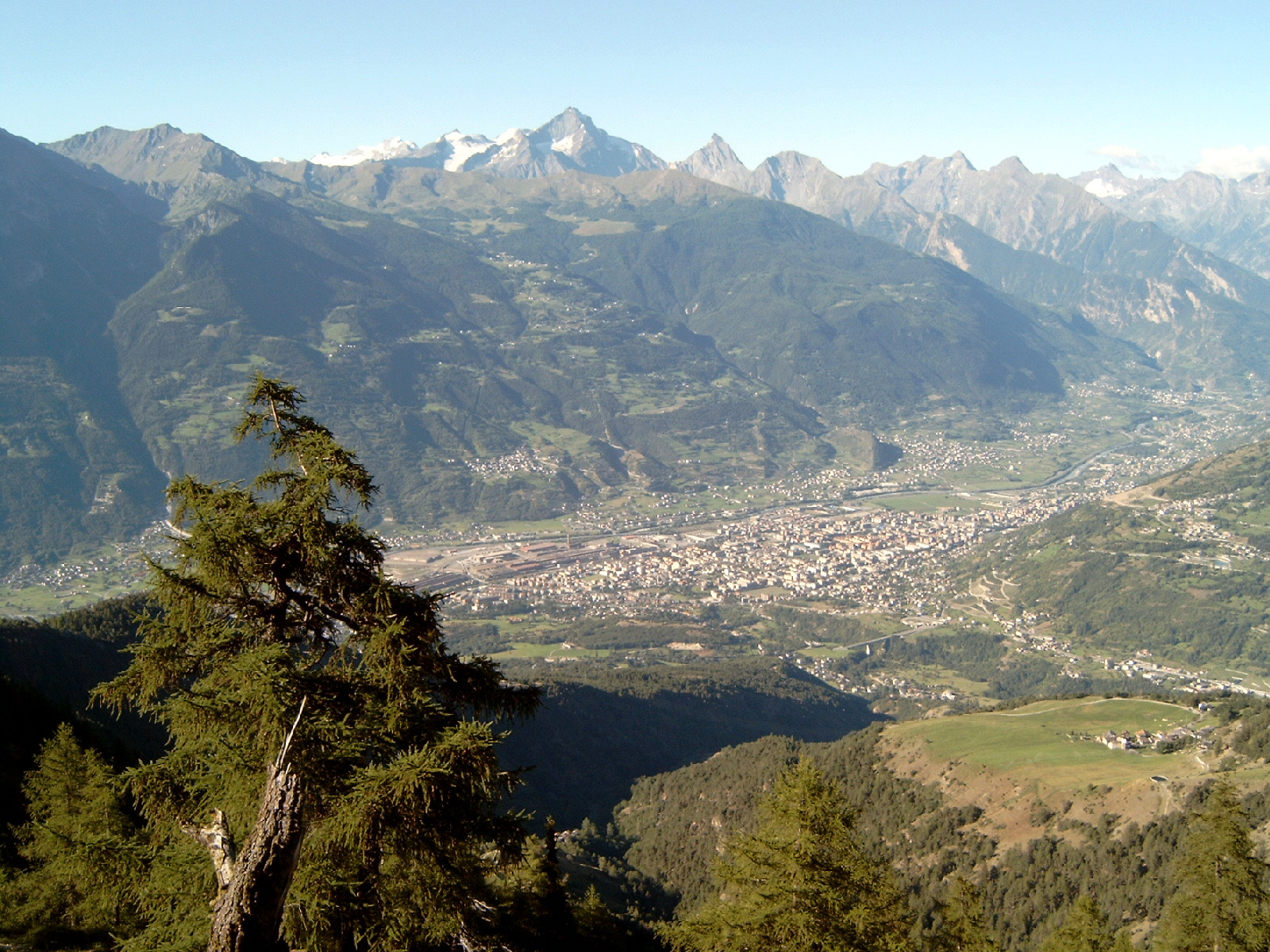
Aosta

Đô thị này có làng trực thuộc: Arpuilles, Cache, Champailler, Entrebin, Excenex, Laravoire, Porossan, Seyssinod, Signayes, Vignole, Cossan.
Đô thị này có làng giáp các đô thị sau: Charvensod, Gignod, Gressan, Pollein, Roisan, Saint-Christophe, Sarre.